# Miss Continente Americano 2011
Miss Continente Americano 2011 foi a 6ª edição do tradicional concurso de beleza de Miss Continente Americano. O evento se realizou no Centro de Convenções Simón Bolívar, em Guaiaquil, cidade litorânea do Equador com a presença de vinte e uma (21) aspirantes ao título sob a apresentação do jornalista Roberto Rodríguez e da Vice-Miss Continente Americano 2010, Karla Carrillo. A peruana Giuliana Zevallos, detentora do título na ocasião, passou a coroa à equatoriana Claudia Schiess.

## Resultados

### Colocações
| Colocação      | País                                                                             |
| Vencedora      | - Equador - Claudia Schiess                                                      |
| 2º. Lugar      | - República Dominicana - Dalia Fernandéz                                         |
| 3º. Lugar      | - México - Cecília Montaño                                                       |
| Semifinalistas | - Brasil - Danielle Knidel - Colômbia - Lizeth González - Panamá - Anyoli Ábrego |

### Premiações Especiais
O concurso distribuiu os seguintes prêmios este ano:
| Premiação      | País                                     |
| Melhor Rosto   | - República Dominicana - Dalia Fernández |
| Miss Simpatia  | - Honduras - Keylin Gómez                |
| Miss Fotogenia | - Nicarágua - Fátima Flores              |

### Corrida beneficente "Yo corro por tu piel"
As colocações principais das candidatas na corrida solidária:
| Posição    | País                                                                |
| 1          | - Canadá - Chelsae Durocher                                         |
| 2          | - Paraguai - Leticia Patiño                                         |
| 3          | - Honduras - Keylin Gómez                                           |
| Finalistas | - Brasil - Danielle Knidel - República Dominicana - Dalia Fernández |

## Jurados

### Final
Ajudaram a escolher a vencedora:
1. Julio Sabala, comediante;
2. Daniela Kronfle, designer de jóias;
3. Drº Nelson Estrella, cirurgião plástico;
4. Joseph Garzozi, secretário de turismo de Guaiaquil;
5. Mariuxi de Galarza, presidenta da Fundação "Galarza e Hijos";
6. Hugo Castellanos, professor de passarela mexicano;
7. Ramiro Finol, empresário venezuelano;
8. Luis Trujillo, estilista dominicano;
9. Marco Chango, economista;

## Candidatas
Disputaram o título este ano:
| - Argentina - Camila Valdés - Aruba - Ghislaine Geerman - Bolívia - Valería Avedaño - Brasil - Danielle Knidel - Canadá - Chelsae Durocher - Chile - Gabriela Robles - Colômbia - Lizeth González | - Costa Rica - Andrea Torres - Equador - Claudia Schiess - El Salvador - Alejandra Ochoa - Guatemala - Alejandra Solís - Honduras - Keylin Gómez - México - Cecilia Montaño - Nicarágua - Fatima Flores | - Panamá - Anyolí Ábrego - Paraguai - Leticia Patiño - Peru - Sofía Rivera Kroll - Porto Rico - Stephanie de León - República Dominicana - Dalia Fernández - Uruguai - Diana Banchero - Venezuela - Elisa Canales |